# Мюнх, Рихард
Рихард Генрих Людвиг Мюнх (нем. Richard Heinrich Ludwig Münch; 10 января 1916, Гисен — 5 июня 1987, Малага) — немецкий актёр.

## Биография
Мюнх вырос в Дармштадте, где окончил школу. Учился в высшей театральной школе во Франкфурте-на-Майне. В этом же городе в 1937 году состоялся его дебют на сцене Городского театра в пьесе Герхарта Гауптмана «Гамлет в Виттенберге».
В 1948—1950 годах состоял в труппе Мюнхенского камерного театра, затем работал в театре Гамбурга. В 1953—1962 годах служил в Дюссельдорфском драматическом театре и Немецком драматическом театре в Гамбурге. Позднее работал в драматическом театре Цюриха, два года прослужил в венском Бургтеатре. Мюнх также работал режиссёром.
В 1950-е годы снимался в небольших ролях. В 1961 годах привлёк к себе внимание своей ролью в сатирическом фильме «Чудо отца Малахиаса» и в дальнейшем заслужил признание в немецком кино. Одной из последних и незаконченных ролей Мюнха стал барон фон Кёквиц в экранизации романа Йозефа Рота «Паутина», снятого Бернхардом Викки в 1989 году. Мюнх также много работал в аудиоспектаклях.
Мюнх был женат на актрисе Элле Бюхи, у них родилось двое сыновей. Семья проживала в Кюснахте. Мюнх умер от сердечного приступа на улице курортного местечка недалеко от Малаги. Похоронен на кладбище Хинтеррит в Кюснахте.

## Фильмография
- 1951 — Der Verlorene
- 1955 — Zwei blaue Augen
- 1956 — Keiner stirbt leicht
- 1957 — Das Haus im Nebel
- 1958 — Liebelei
- 1958 — Unruhige Nacht
- 1958 — Мокрый асфальт — Nasser Asphalt
- 1958 — Dr. Crippen lebt
- 1959 — Frau im besten Mannesalter
- 1959 — Vergessene Gesichter
- 1959 — Verbrechen nach Schulschluß
- 1959 — Собаки, вы хотите жить вечно? — Hunde, wollt ihr ewig leben
- 1960 — Dr. Knock
- 1960 — Himmel, Amor und Zwirn
- 1960 — Der Tod im Apfelbaum
- 1960 — Einer von sieben
- 1960 — Waldhausstraße 20
- 1961 — Чудо отца Малахиаса — Das Wunder des Malachias
- 1961 — Bei Pichler stimmt die Kasse nicht
- 1962 — Das Gasthaus an der Themse
- 1962 — Annoncentheater — Ein Abendprogramm des deutschen Fernsehens im Jahre 1776
- 1962 — Самый длинный день — The Longest Day
- 1962 — Рыжая — Die Rote
- 1963 — Der Mantel
- 1963 — Der Belagerungszustand
- 1963 — Der schlechte Soldat Smith
- 1964 — Поезд — Der Zug
- 1964 — Totentanz
- 1964 — Визит / The Visit — учитель
- 1964 — Wartezimmer zum Jenseits
- 1964 — Koll
- 1965 — Mordnacht in Manhattan
- 1965 — Das Liebeskarussell
- 1965 — Schüsse aus dem Geigenkasten
- 1965 — Der seidene Schuh
- 1966 — Die Rechnung — eiskalt serviert
- 1966 — Gern hab' ich die Frauen gekillt
- 1966 — Мюнхгаузен — Münchhausen
- 1966 — Um Null Uhr schnappt die Falle zu
- 1966 — Hokuspokus oder: Wie lasse ich meinen Mann verschwinden…?
- 1966 — In Frankfurt sind die Nächte heiß
- 1966 — Трубки / Dýmky — лорд Эдвард
- 1967 — Heißes Pflaster Köln
- 1967 — Mister Dynamit — Morgen küßt Euch der Tod]
- 1967 — Mr. Arcularis
- 1967 — Die Mission
- 1967 — Der Mörderclub von Brooklyn
- 1968 — Prüfung eines Lehrers
- 1968 — Affäre Dreyfuss
- 1969 — Hôtel du commerce
- 1969 — Sir [Basil Zaharoff — Makler des Todes
- 1969 — Ремагенский мост / The Bridge at Remagen
- 1969 — Epitaph für einen König
- 1970 — Dr. Meinhardts trauriges Ende
- 1970 — Паттон — Patton
- 1974 — Der Scheck heiligt die Mittel
- 1974 — Perahim — die zweite Chance
- 1976 — Als wär’s ein Stück von mir
- 1976 — Kalkutta
- 1976 — Lobster
- 1977 — Gruppenbild mit Dame
- 1978 — Unsere kleine Welt
- 1978 — Der Bumerang
- 1978 — Die seltsamen Begegnungen des Prof. Taratonga
- 1979 — Tödlicher Ausgang
- 1979 — Der Durchdreher / Der ganz normale Wahnsinn
- 1979 — Onkel Wanja
- 1979 — Revolution in Frankfurt
- 1981 — Kolossale Liebe
- 1983 — Dibbegass Nummer Deckel
- 1983 — Der Tote im Wagen
- 1984 — Die Friedenmacher
- 1985 — Мишень — Target
- 1985 — The Holcroft Covenant
- 1985 — Grand mit 3 Damen
- 1986 — Sommer in Lesmona
- 1986 — Das Totenreich
- 1986 — Kir Royal
- 1986 — Деррик — Der Charme der Bahamas
- 1986 — Bluterbe
- 1987 — Schlüsselblumen
- 1989 — Le grand secret
- 1989 — Паутина — Das Spinnennetz